# Josef Kempný
Josef Kempný (ur. 19 lipca 1920 r. w Łazach, zm. 25 listopada 1996 r. w Pradze) – czechosłowacki polityk i działacz komunistyczny, drugi premier Czeskiej Republiki Socjalistycznej w latach 1969–1970.

## Życiorys
Urodził się w 1920 w Łazach koło Orłowej na Śląsku Cieszyńskim. Pochodził z górniczej rodziny. Po ukończeniu szkoły podstawowej kontynuował naukę w gimnazjum w Orłowej. Egzamin maturalny zdawał jednak w gimnazjum w Přívozie (dzielnica Ostrawy). Następnie rozpoczął studia na Wyższej Szkole Technicznej w Brnie, jednak nie ukończył nawet pierwszego semestru, wobec zamknięcia uczelni przez nazistów w trakcie okupacji kraju. Po zakończeniu II wojny światowej pracował jako robotnik i technik na budowie. Po przejęciu władzy przez komunistów w Czechosłowacji pełnił wiele funkcji kierowniczych w administracji lokalnej na terenie Ostrawy, Zwolenia i Sniny. W 1954 wrócił do Ostrawy między innymi w celu dokończenia studiów wyższych, które ukończył ostatecznie w 1965 uzyskując tytuł kandydata nauk. Przez miejscowy aparat władzy oceniany był jako osoba zdolna do inicjatyw i umiejąca dobierać sobie współpracowników.
Do Komunistycznej Partii Czechosłowacji wstąpił w 1945, sprawując szereg funkcji partyjnych. W 1964 został przewodniczącym Prezydium Miejskiej Rady Narodowej w Ostrawie. Wiele uwagi poświęcał zwiększeniu wydobycia węgla w zagłębiu oraz kwestiom mieszkaniowym. Z jego inicjatywy powstały nowe osiedla w Porubie i Zábřehu. Po wkroczeniu wojsk do Czechosłowacji w 1968 zrezygnował ze swojej funkcji w Ostrawie zostając członkiem Komitetu centralnego KPCz. Równocześnie przeniósł się do Pragi. W latach 1968–1976 był posłem do Czeskiej Rady Narodowej oraz jej przewodniczącym w latach 1981–1989. Po rezygnacji Stanislava Rázla z funkcji premiera Czeskiej Republiki Socjalistycznej w 1969 objął jego stanowisko, sprawując je do 1970. W latach 1981–1989 był posłem do parlamentu ogólnokrajowego.
17 listopada 1989 zrezygnował ze wszystkich funkcji partyjno-państwowych. Rok później został wykluczony z partii wycofując się całkowicie z życia politycznego. Zmarł w 1996 w Pradze. 